# Vendenheim
Vendenheim (Vangene in alemanno, Fangene in dialetto alsaziano) è un comune francese di 6 010 abitanti situato nel dipartimento del Basso Reno nella regione del Grand Est.

## Società

### Evoluzione demografica
Abitanti censiti